# 估衣街
估衣街是中国天津市红桥区的一条古老的服装商业街。全长700余米，在天津老城北门外东侧，南临北马路，北靠南运河南岸，西边直对竹竿巷，斜对针市街。2011年，天津市规划局将这里纳入历史文化街区规划，定名估衣街历史文化街区。

## 历史
估衣街形成于元代，原名为“马头东街”，早于明代建城的天津卫，因此俗云“先有估衣街，后有天津卫”。清代估衣街已经颇为繁盛，“廊舍整洁”，“几及二里”，被描述为类似苏州阊门。清末民初时期，估衣街达到鼎盛，集中了天津12家大绸缎庄中的8家，如瑞蚨祥。1920年代以后受战火破坏。中华人民共和国成立后的1956年，估衣街上的大部分商店被公私合营并被改做仓库、车间和住宅。

### 曾设商铺
历史上，估衣街上设有大量的服装店和绸缎庄。其中，估衣街上开设的绸布绵纱呢绒布庄、裘皮商和服装商店包括：瑞蚨祥鸿记、谦祥益、敦庆隆、元隆、华祥、绵章、宝丰、崇庆、万聚恒、庆德成、益庆和、怡庆、德益栈、鸿生义、恒利、东泉盛、永聚成、四合元、篮生祥、德源、瑞兴、同益、广兴永、华泰、聚源德、益合、恒兴德、宝顺合、万兴厚、祥记、文兴顺、华盛、义兴合、信达永、德茂成、毓成斋、宝元隆、顺兴德、益生、春泰、同丰裕、义丰厚、德益成、庆利恒、义聚恒、宝昌、西裕兴、庆祥、天顺成、裕兴文、毓盛长、荣馨、裕盛永、庆丰、荣庆、大庆元、永康、新丰泰、瑞森祥、义信成、公益、庆盛恒、恒祥公、大丰泰、恒泰庆等。

## 现况与发展
2003年和2009年，红桥区人民政府对估衣街进行了两次改造并恢复其原有古典风格，又汲取了西方欧式风格，人流量有所增加。 

## 沿街著名建筑
估衣街现在比较著名的建筑有：
- 天津市文物保护单位：天津瑞蚨祥绸布店，估衣街44号。
- 天津市文物保护单位：天津谦祥益绸布店，估衣街12号。[6]

## 交汇道路
目前，与估衣街相交汇的主要道路有：
- 北门外大街
- 金钟桥大街，原锅店街